# Wanaty (województwo mazowieckie)
Wanaty – wieś (do 31 grudnia 2002 część wsi Lewików) w Polsce położona w województwie mazowieckim, w powiecie garwolińskim, w gminie Łaskarzew. 
Administracyjnie wieś jest sołectwem.
W latach 1975–1998 miejscowość administracyjnie należała do województwa siedleckiego.

## Historia
28 lutego 1944 wieś Wanaty została spacyfikowana z polecenia okupacyjnego starosty garwolińskiego, Karla Freudenthala. Tego dnia Niemcy zamordowali we wsi 108 Polaków – w tym 35 kobiet i 47 dzieci. Z tej liczby 105 ofiar było mieszkańcami Wanat, podczas gdy trzy pozostałe pochodziły z sąsiednich miejscowości (Dąbrowy, Pilczyna Starego i Podwierzbia). Wieś po uprzednim ograbieniu doszczętnie spalono. Pretekstem do przeprowadzenia masakry była śmierć kilku niemieckich żandarmów, zabitych tydzień wcześniej w partyzanckiej zasadzce w lesie nieopodal Wanat.
Po 1945 we wsi ustawiono obelisk z pamiątkową tablicą, ku czci ofiar masakry z 1944. 1 stycznia 2003 Wanaty, dotychczasowa część wsi Lewików, uzyskały status wsi.